# (613858) 2007 TA418
2007 TA418, também escrito como 2007 TA418, é um corpo menor que está localizado no disco disperso, uma região do Sistema Solar. Ele possui uma magnitude absoluta de 7,2 e tem um diâmetro estimado de cerca de 160 km.

## Descoberta
2007 TA418 foi descoberto no dia 4 de outubro de 2007.

## Órbita
A órbita de 2007 TA418 tem uma excentricidade de 0,502 e possui um semieixo maior de 72,218 UA. O seu periélio leva o mesmo a uma distância de 35,967 UA em relação ao Sol e seu afélio a 108 UA.